# ホイト部
ホイト部（モンゴル語:ᠬᠣᠢᠳ、Хойт、中国語: 輝特）とは、ドルベン・オイラト(四オイラト、オイラト部族連合)に属する部族の一つ。チンギス・カンと同時代のオイラト部族長、クドカ・ベキを先祖としており、部族連合を形成する以前の「オイラト王家」の末裔であった。

## 概要

### モンゴル帝国時代
モンゴル語年代記の一つ、『シラ・トージ』ではホイト部の始祖を「ヤバガン・メルゲン(Yabaγan mergen)」であるとし、フダハ・ベキ(クドカ・ベキ)の息子のイナルチとトレルチの末裔がホイトの首領であると記している。クドカ・ベキに始まるオイラト王家はコンギラトのアルチ・ノヤン家に次いでチンギス・カン家に複数の妃を輩出した有力姻族であったが、モンケ・カアン死後の帝位継承戦争においてアリクブケ側についたため、これ以後元朝においては有力姻族としての地位を失った。
帝位継承戦争に続き、「シリギの乱」においてもオイラトはアリクブケの子孫に協力したため、オイラトは一時衰退した。しかし、1291年にオイラトの地からキルギスに至る駅伝路ができると状況が変わり、キルギスからオイラトを経て、モンゴリアにおける元朝の拠点であるカラコルムやチンカイ・バルガスンへの交易ルートが確立したことによってオイラト部は経済的に活性化した。

### チョロース氏支配時代
14世紀末、オイラト部はアリクブケの末裔であるイェスデルに従い、時の大ハーン、トグス・テムルを殺害した。この際にイェスデルの下に結集した反クビライ家の諸部族、オイラト部(後のホイト部、バートト部)・旧バルグト部(後のバルグ部、ブリヤート部）・旧ケレイト部(後のトルグート部)、旧ナイマン部(後のドルベト部、ジュンガル部)が結集して形成されたのがドルベン・オイラト(四オイラト)と呼ばれる部族連合であった。
このような経緯を反映して、明朝で記録されたオイラトの指導者は最初モンケ・テムル一人であったのが、後にはマフムード (オイラト)、タイピン、バト・ボラドの三人となっている。一説にはバト・ボラドがホイト部の長とされるが、永楽帝のモンゴリア遠征が本格化するとチョロース氏のマフムードがドルベン・オイラト部族連合の最高権力者となっていった。
マフムードの死後に一時タイピンとバト・ボラドの勢力が盛り返したが、マフムードの息子のトゴンによって両者の勢力は倒されチョロース氏によるオイラト部族連合の統治が確立された。トゴンの後を継いだエセンはモンゴリアを統一し、ハーンを称するに至ったが、モンゴル人の反発を招き部下のアラク・テムルに殺された。エセンの死によってチョロース氏の支配体制は崩れ、再びホイト部が力を持つようになった。

### ホイト部全盛時代
エセンの死後、チョロース氏からはオシュ・テムルやケシクといった指導者が輩出されていたがエセン時代ほどに勢力を回復することはできず、代わってホイト部がドルベン・オイラト内で有力となった。モンゴル側ではエセンの死後にヨンシエブやトゥメトといったモンゴリア南方の部族が有力でチャハルのハーンと争っていたため、北方のオイラトとの戦いは避けられていた。ダヤン・ハーンによってモンゴル諸部族が再統一されるとモンゴル側は再びオイラトとの戦いに目を向けるようになる。
1552年、ダヤン・ハーンの孫の中で最も権勢を誇ったアルタン・ハーンはオイラトに遠征し、「8千ホイト」のマニ・ミンガトをクンゲイ川とザブハン川の畔で破った。マニ・ミンガトは殺され、妻のジゲケン・アカと息子のトホイとボケグデイを始めとする国人全てをアルタン・ハーンは征服したという。また、同年にそれまで記載のないホシュート部のハーニ・ノヤン・ホンゴルが初めてオイラト・ハーンを称したと記録されており、アルタン・ハーンの遠征によってホイト部が衰退したのに乗じて勢力を拡大させたものと見られる。
1574年には更に大規模なオイラト遠征が行われた。まずオルドス部のブヤン・バートル・ホンタイジがオイラトに出兵し、同時期にカザフ・ハン国に遠征していたホトクタイ・セチェン・ホンタイジもまたバルス・クルに輜重を置いてオイラト遠征に加わった。ブヤン・バートルがエセルベイ率いる8千ホイトを征服する一方、ホトクタイはハムスとドゥリトク率いるバートトを征服し、その息子のオルジェイ・イルドゥチは食料が尽きて「石を食べた」とされるほど苦労しつつも、バジラ率いるドルベトを征服した。
遠征から諸将が帰る途中、ホトクタイはブヤン・バートルにホイトを解体するよう勧めたがブヤン・バートルは聞かず、また捕虜としたエセルベイの態度が不遜であると怒ったことからエセルベイの叛乱を招き、キルジャバクの畔でブヤン・バートルは殺されホイト部は逃れ去った。エセルベイがオルドス部の首領を殺した一件はオイラト内で広く語り継がれ、形を変えていくつかの史書に記録されている。
1623年、ハルハ部のウバシ・ホンタイジがオイラトへと出兵したが、その際にエセルベイの息子のサイン・キャー(ノム・ダライ)も参戦していた。ウバシ・ホンタイジとの戦争には勝利したものの、1625年にはホシュートのチン太師の遺産の分配を切っ掛けとしてオイラト部族連合全体を巻き込む内乱が勃発し、特にホイト・バートト・バルグが壊滅的な打撃を受けた。弱体化したこれらの部族の内、バートトはホシュートに吸収され、ホイトはジュンガルに併合されたものと見られる。

### ジュンガル時代
ジュンガル部がドルベン・オイラトの中心となって勢力を拡大した時代、ジュンガル・ホンタイジ配下の有力部族長としてホイト部のアムルサナがいた。乾隆19年(1754年)、ジュンガルの覇権を巡ってダワチと争い敗れたアムルサナは清朝に投降し、清朝によるジュンガル遠征を手助けした。当初、アムルサナの清朝への協力の見返りとして征服後のジュンガル統治はアムルサナ一人に任されることが約束されていたが、この約定は反故とされジュンガルの旧領はチョロース(ガルサンドルジ)・ドルベト(ツェリン)・ホシュート(バンジュル)・ホイト(アムルサナ)四部の統治者によって分割統治されることとなった。
これに不満を抱いたアムルサナは清朝による招集で熱河に向かう途中で清朝の護衛より逃れ、イリ地方で清朝に叛旗を翻した。清朝より遠征軍が派遣されるとアムルサナは一時カザフの中ジュズに逃れ、さらにロシア帝国の援助を求めてシベリア地方まで移住した。しかしジュンガルと清朝の争いに不介入の方針をとっていたロシアの協力は得られず、最後には天然痘によりトボリスクで病死した。アムルサナがロシア領まで逃れてから死んでしまったことは、アムルサナの身柄(後には遺体)の受け渡しを巡るロシア・清朝間の外交問題を引き起こしている。
清朝のもたらした天然痘の流行、アムルサナの叛乱と逃亡によってホイト部は打撃を受け、トルグート部やホシュート部のように単独で1部を維持することはできず、清朝の統治下で少数の旗(ホショー)が残るのみとなった。

## 清代のホイト部各旗
- 青海ホイト南旗
- ホイト旗（ジャサクト・ハーン部に附属）
- ホイト下前旗（ドルベト右翼遊牧に附属）
- ホイト下後旗（ドルベト左翼遊牧に附属）

## ホイト部の家系
1. クトカ・ベキ（『シラ・トージ』ではフドゥハ・ベキ。チンギス・ハン時代のオイラト部族長）
2. オチライ・ミンガト（クトカ・ベキの子孫）
3. スタイ・ミンガト（オチライの息子）
4. エセルベイ（スタイの息子）
5. ノム・ダライ(サイン・キャー)（『ウバシ皇太子伝』ではエセルベイン・サイン・キャー、即ち「エセルベイのサイン・キャー」と記され、屡々エセルベイと混同される）
6. スルタン・タイシ（ノム・ダライの息子）
7. アユシ・タイジ（スルタンの息子）

## 参考資料
- 井上治『ホトクタイ＝セチェン＝ホンタイジの研究』風間書房、2002年
- 宇野伸浩「チンギス・カン家の通婚関係に見られる対称的婚姻縁組 」『国立民族学博物館研究報告』別冊20、1999年
- 岡田英弘訳注『蒙古源流』刀水書房、2004年
- 岡田英弘『モンゴル帝国から大清帝国へ』藤原書店、2010年
- 白石典之『モンゴル帝国史の考古学的研究』同成社、2002年
- 森川哲雄「アムルサナをめぐる露清交渉始末」『歴史学・地理学年報』第7号、1983